# Tîșenkivka, Karlivka
Tîșenkivka (în ucraineană Тишенківка) este un sat în comuna Halturîne din raionul Karlivka, regiunea Poltava, Ucraina.

## Demografie
Componența lingvistică a localității Tîșenkivka
     Ucraineană (95,02%)
     Rusă (4,07%)
     Alte limbi (0,9%)
Conform recensământului din 2001, majoritatea populației localității Tîșenkivka era vorbitoare de ucraineană (95,02%), existând în minoritate și vorbitori de rusă (4,07%).